# Іво Сенянін
Іван Влаткович (Ivan Vlatković, 1571—1612), відомий у фольклорі як Іво Сенянін («Іво Сеньський»), був габсбурзьким хорватським ускоком, який здійснив численні воєнні подвиги проти Османської імперії. Через невелику кількість історичних джерел багато з того, що відомо про нього нині, в основному пояснюється легендами та фольклором, які детально описують його життя та досягнення в середньовічній романтиці.

## Життєпис

### Походження
Іван Влаткович народився приблизно в 16 ст. За словами югославського історика Васо Чубриловича, він був сином Новака і належав до знатного роду Сень, звідки походить його рід. За іншою гіпотезою, його предки походили з Герцеговини, або Сенянін народився в Сені або десь неподалік у родині іммігрантів із Герцеговини, син Влатко Юрєвича. За словами Сіврича, у нього було троє братів і сестер, брати Джордж і Ніколас, а також сестра Матія.

### Бойові подвиги
Під час тривалої турецької війни (1593—1606) очолював ускоків під час визволення Петріні (1594) і Клісу (1596). Згодом його назвали командиром полку ускоків у прикордонних фортах Оточач і Бриньє. Після повстання ускоків він повернувся до Сень і став головним ватажком ускоків, і відтоді він почав робити собі ім'я, перемігши Ахмет-ага Чукаріновича у двобої, і розпочавши серію експедицій на території, підвладні Османській імперії, переважно у внутрішніх районах Далмації, а саме в районі Шибеника (1598), Соліна (1604), Скрадіна (1605), Требіньє та Херцег-Нові. Ерцгерцог Фердіданд пообіцяв йому регулярну грошову винагороду, а також сплату йому всіх боргів за умови, що він припинить грабувати та нападати на підданих держав, які не перебувають у стані війни з Габсбурзькою монархією. Оскільки обіцянку не виконали, підлеглі Іво, зокрема Юріша Сенджанін, збунтувалися і почали нападати та грабувати венеціанців і османів.
Попри його спроби зберегти мир на кордоні з Османською імперією, він був заарештований у 1611 році за звинуваченням у розкраданні припасів гарнізону Сень. І хоч його захищали шляхта, городяни, єпископство та віцекапітани, його засудили до смерті 3 липня 1612 року. Згодом він подав прохання про помилування, в якому описав себе як «жалюгідного полоненого хорватського воїна» (armer gefangener Crawatischer Kriegsdienstmann) і виклав свої воєнні досягнення. Зрештою його стратили в Карловаці приблизно до 25 липня 1612 року.

## Легенда
Сенянін є героєм кількох епічних поем, знайдених в Ерлангенському рукописі, датованому між 1716 і 1733 роками. Нині існує багато народних пісень і гуслених віршів (балад), написаних на честь Іво через його героїчну спадщину як гайдука та ускока. Ім'я Іво Сенянін запозичено з епічної поезії. Інше ім'я, яке використовувалося для нього, було Сенкович.

## Балада про смерть
В іншій баладі згадується, що якось він переміг п'ятдесят тисяч турків, мавши лише вісімсот осіб. Його мати бачила його смерть уві сні, який вона передала місцевому священнику: Під час служби Іво під'їхав до дверей церкви на закривавленому коні, тримаючи свою відрубану праву руку в лівій, і був поранений у сімнадцяти місцях. Вона допомогла йому зійти з коня та доглядала за його пораненнями, де Іво розповів, як він і його люди поверталися додому з Італії зі скарбами, коли на них кілька разів нападали турки. Хоча перші два рази вони втекли неушкодженими, третій виявився фатальним для всіх його людей. Закінчуючи свою історію, він дістав благословення священника й незабаром помер на руках у матері.